# جنا رولندز
ویرجینیا کاترین «جنا» رولندز (انگلیسی: Virginia Cathryn "Gena" Rowlands؛ ۱۹ ژوئن ۱۹۳۰ – ۱۴ اوت ۲۰۲۴) هنرپیشه اهل ایالات متحده آمریکا بود. وی بین سال‌های ۱۹۴۹ تا ٢٠١۴ میلادی مشغول فعالیت بود.

## جوایز
- جایزه گلدن گلوب بهترین بازیگر نقش زن برای سریال کوتاه یا فیلم تلویزیونی (۱۹۸۷)
- عملکرد فوق‌العاده توسط یک بازیگر نقش اول زن در نقش اصلی - بهترین اجرای فیلم - درام (سومین مراسم جایزه انجمن بازیگران فیلم)
- خرس نقره‌ای برای بهترین بازیگر زن (۱۹۷۸)
- جایزه گلدن گلوب بهترین بازیگر زن فیلم درام (۱۹۷۴)
- جایزه امی ساعات پربیننده برای بهترین بازیگر زن در مجموعه کوتاه یا فیلم تلویزیونی (۲۰۰۳)
- نامزد جایزه اسکار بهترین بازیگر نقش اول زن

## فیلم‌شناسی
- شجاعان تنها هستند (۱۹۶۲)
- چهره‌ها (۱۹۶۸)
- زنی تحت تأثیر (۱۹۷۴)
- گلوریا (۱۹۸۰)
- طوفان (۱۹۸۲)
- چشمه‌های عشق (۱۹۸۴)
- نور روز (۱۹۸۷)
- زنی دیگر (۱۹۸۸)
- تد و ونوس (۱۹۹۱)
- کتاب مقدس نئونی (۱۹۹۵)
- چیزی برای گفتن (۱۹۹۵)
- قلاب ستاره‌ها را باز کنید (۱۹۹۶)
- بازی با قلب (۱۹۹۸)
- توانا (۱۹۹۸)
- امید شناور (۱۹۹۸)
- گرفتن جان‌ها (۲۰۰۴)
- دفترچه خاطرات (۲۰۰۴)
- شاه‌کلید (۲۰۰۵)
- قطعات در هر میلیارد (۲۰۱۳)